# 스리랑카의 종교
스리랑카의 종교 (2012년 인구조사)

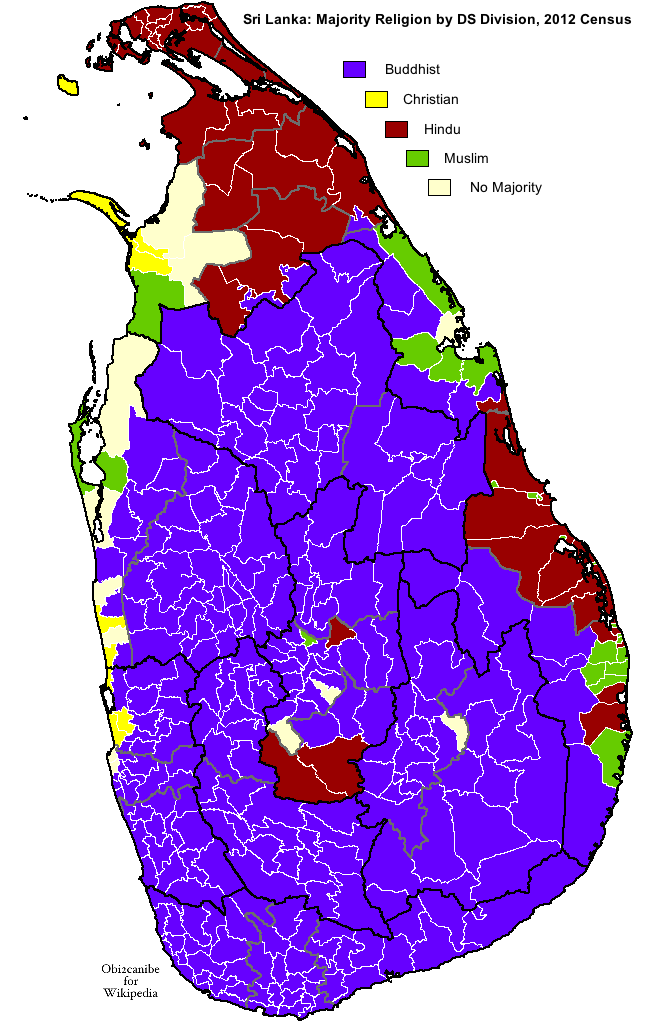
2012년 인구 조사에 따른, 스리랑카 사무국별 다수 종교를 나타내는 스리랑카 지도.

스리랑카는 불교가 국교이면서도, 스링랑카인들은 다양한 종교를 따르고 있다. 2012년 인구 조사 기준으로, 스리랑카인의 70.2%가 불교도, 12.6%가 힌두교도, 9.7%가 이슬람교도 (수니파가 주류), 7.4%가 기독교도 (가톨릭교도가 주류)이었다. 불교는 스리랑카의 국교로 선포되어 있고 스리랑카 헌법상으로 스리랑카 정부가 국가 차원으로 불법을 수호하고 증진할 것을 보장하는 등 특별 지위를 부여받았다. 그러면서도, 스리랑카 헌법은 모든 시민들에게 종교의 자유와 평등성을 보장하고 있기도 하다. 2008년 스리랑카는 갤럽 조사에 따르면 스리랑카인의 99%가 일상에서 종교가 중요한 부분을 차지하고 있다고 답하면서 전세계에서 세 번째로 가장 종교적인 국가로 뽑혔다.

## 종교 집단별 분포
2001년 인구 조사는 18개 사무국만을 다루고 있다. 사무국별 종교 백분율은 이탤릭체로 기재된 1981년 인구조사에 따른 결과 값을 제외한, 2001년 조사 값을 나타내고 있다. 인구 이동이 1981년 이후로 발생하여, 사무국별 정확한 통계치는 2011년 인구조사가 실시 전까지 2001년 인구조사 때에 다뤄지지 않았다.

2011년 인구 조사에 따른 자료
불교
힌두교
이슬람교
기독교

### 지역별 종교
| 지역           | 불교        | %      | 힌두교    | %      | 이슬람교  | %      | 기독교    | %      | 그 외   | %      | 총계        | %    |
| -------------- | ----------- | ------ | --------- | ------ | --------- | ------ | --------- | ------ | ------- | ------ | ----------- | ---- |
| 중부주         | 1,672,625명 | 65.05% | 540,339명 | 21.01% | 263,874명 | 10.26% | 94,402명  | 3.67%  | 317명   | 0.01%  | 2,571,557명 | 100% |
| 동부주         | 354,772명   | 22.87% | 539,570명 | 34.78% | 575,936명 | 37.12% | 80,801명  | 5.21%  | 302명   | 0.02%  | 1,551,381명 | 100% |
| 중북부주       | 1,139,595명 | 90%    | 10,117명  | 0.79%  | 101,958명 | 8.03%  | 14,875명  | 1.17%  | 188명   | 0.01%  | 1,266,663명 | 100% |
| 북부주         | 30,387명    | 2.87%  | 789,362명 | 74.56% | 34,040명  | 3.22%  | 204,005명 | 19.27% | 968명   | 0.09%  | 1,058,762명 | 100% |
| 북서부주       | 1,761,337명 | 73.98% | 43,532명  | 1.83%  | 268,709명 | 11.28% | 305,951명 | 12.85% | 1,332명 | 0.06%  | 2,380,861명 | 100% |
| 사바라가무와주 | 1,653,381명 | 85.73% | 156,312명 | 8.1%   | 85,610명  | 4.44%  | 33,219명  | 1.72%  | 133명   | 0.006% | 1,928,655명 | 100% |
| 남부주         | 2,345,314명 | 94.68% | 33,227명  | 1.34%  | 80,085명  | 3.23%  | 18,201명  | 0.73%  | 458명   | 0.02%  | 2,477,285명 | 100% |
| 우바주         | 1,018,561명 | 80.43% | 169,605명 | 13.39% | 57,001명  | 4.5%   | 21,095명  | 1.66%  | 201명   | 0.02%  | 1,266,463명 | 100% |
| 서부주         | 4,088,797명 | 70.67% | 274,336명 | 4.71%  | 709,992명 | 10.81% | 752,993명 | 12.93% | 4,592명 | 0.08%  | 5,830,710명 | 100% |

## 불교

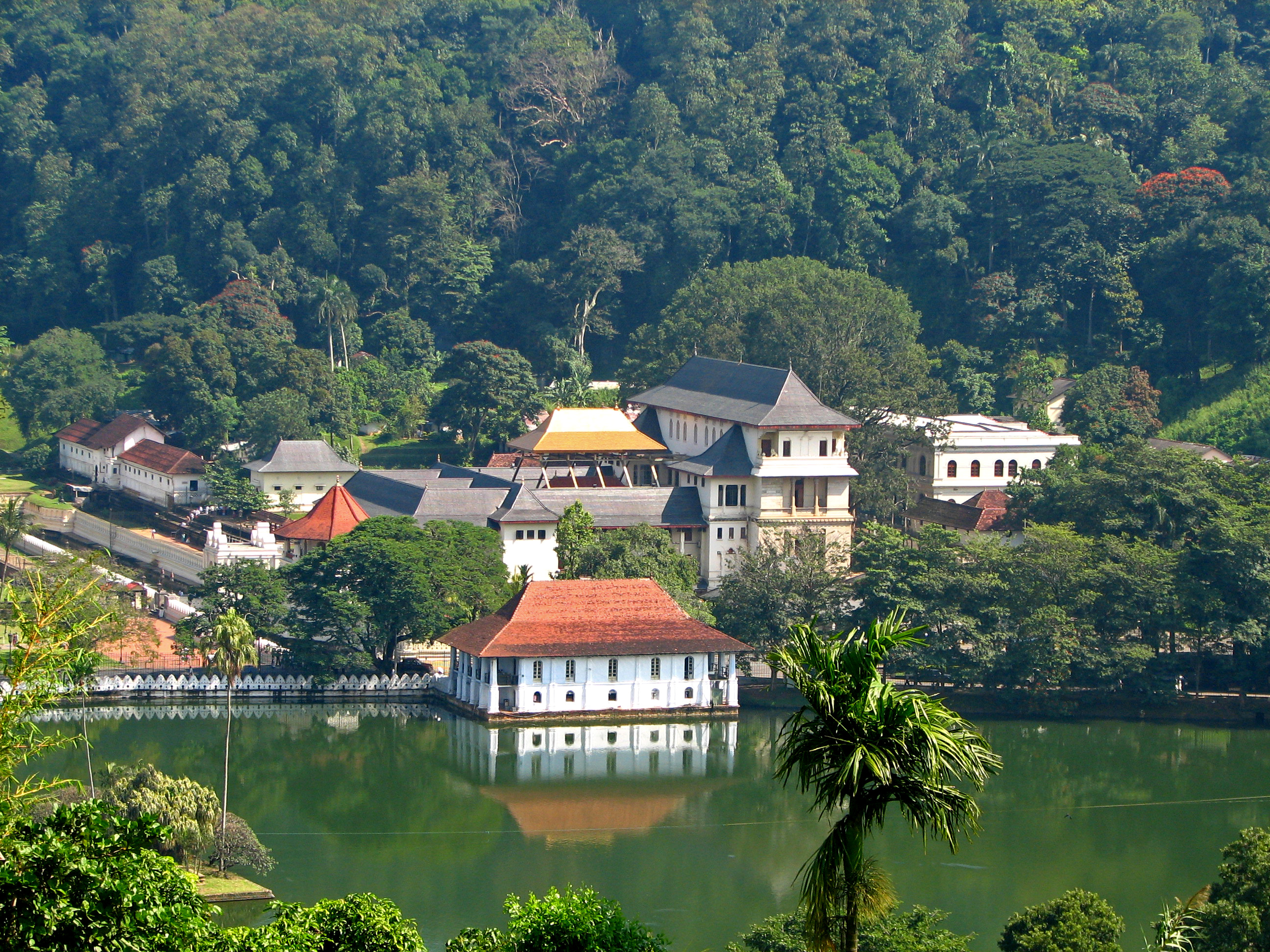
캔디에 있는 불치사 외관.

상좌부 불교는 스리랑카의 국교이며, 스리랑카인의 약 70.2%가 상좌부 불교의 신자이다. 인도의 불교도 황제 아소카의 아들인 마힌다가 기원전 246년 스리랑카로 파견되어, 스리랑카의 왕 데바남피야 티사를 불교로 개종시켜냈다. 아소카의 딸 상가미타는 부다가야에 있는 보리수 묘목을 스리랑카에 들여왔다. 그녀는 또한 스리랑카에 비구니 승단을 설립하기도 했다. 자야 스리 마하 보리수로 알려진 스리랑카의 보리수 묘목은 데바남피야 티사 왕이 아누라다푸라의 마하메가반나 공원(Mahameghavana Park)에 심은 것이다.
이때부터, 스리랑카의 왕가들은 불교 선도사들을 지원하고 승원들을 지으며 불교 전파의 증진에 도움을 줬다. 기원전 200년경, 불교는 스리랑카의 국교가 되었다. 불치사리는 4세기에 단타 왕자와 헤마말라 공주가 스리랑카에 전해왔다. 스리랑카는 어느 불교 국가들보다 가장 오래되고 지속적인 불교 역사를 지녔다. 불교 쇠퇴 시기, 스리랑카의 승원들은 미얀마와 태국과 접촉을 통해 부활하였다. 그렇지만 이후 힌두교의 침입과 유럽 식민지의 영향은 스리랑카의 불교 쇠퇴에 기여하였다.
유럽 식민지 시대 말과 식민지 시대 이후 동안, 불교는 스리랑카에서 성장세를 보였다. 불교는 1881년 기준 스리랑카 인구의 61.57%이었다. 불교는 2012년 때 70.2%까지 성장했다.
18세기 중엽 당시에 사라졌던 우파삼파다(Upasampada)로 알려진 승려들의 고위 수계 의식이 캔디의 키르티 스리 라자싱하 왕의 집권기 웰리위타 스리 사라난카라 테로가 주도한 미얀마 승려들의 도움으로 부활했다. 19세기 중엽, 미게투와테 구나난다 테라, 히카두웨 스리 수망갈라 테라, 헨리 스틸 올코트, 아나가리카 달마팔라 등의 불교 지도자들은 스리랑카의 불교 부활을 위한 성공적인 불교 운동을 벌였다.
| 년도            | 불교         | %      |
| --------------- | ------------ | ------ |
| 1881년 인구조사 | 1,698,100명  | 61.57% |
| 1891년 인구조사 | 1,877,000명  | 62.40% |
| 1901년 인구조사 | 2,141,400명  | 60.06% |
| 1911년 인구조사 | 2,474,200명  | 60.25% |
| 1921년 인구조사 | 2,769,800명  | 61.57% |
| 1931년 인구조사 | 3,266,600명  | 61.55% |
| 1946년 추정치   | 4,294,900명  | 64.51% |
| 1953년 인구조사 | 5,209,400명  | 64.33% |
| 1963년 인구조사 | 7,003,300명  | 66.18% |
| 1971년 인구조사 | 8,536,868명  | 67.27% |
| 1981년 인구조사 | 10,288,325명 | 69.30% |
| 2012년 인구조사 | 14,272,056명 | 70.20% |

## 힌두교

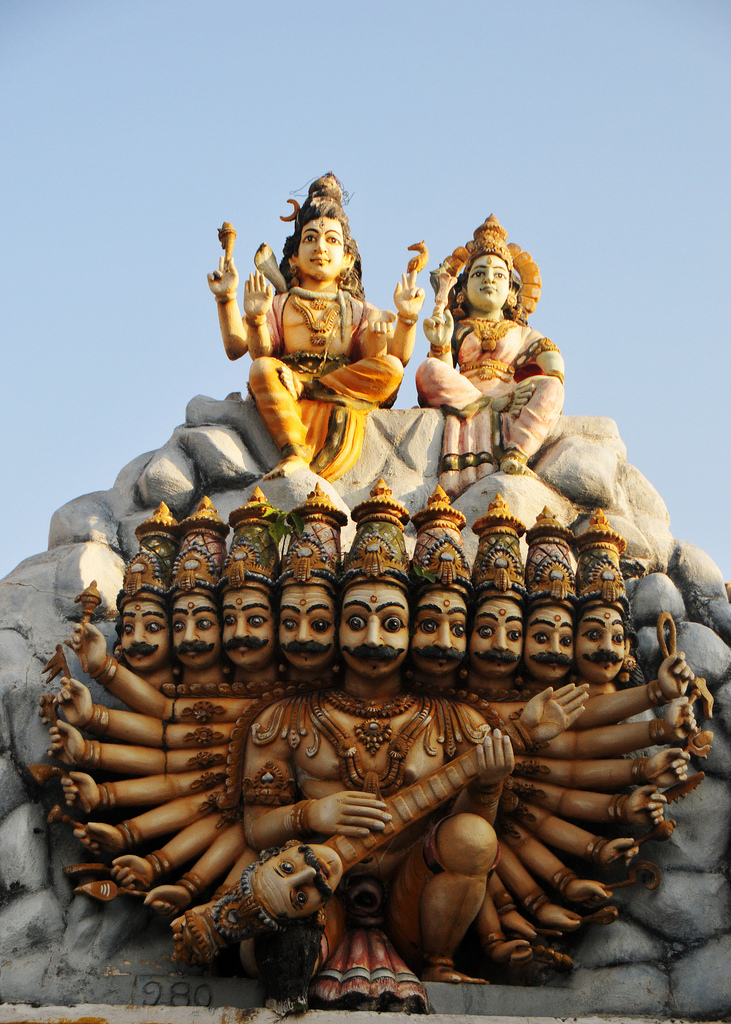
코네스와람 사원의 라바나 조각상.

힌두교도는 스리랑카 인구의 12.6%를 구성한다. 힌두교는 스리랑카의 토착 왕들이 불교로 개종하기 전까지 따르던 종교였다. 현 스리랑카의 힌두교의 기원은 10세기의 촐라의 정복 또는 그보다 이전에 남인도를 휩쓴 시바파 운동 등이 일어난 이래, 스리랑카섬으로 타밀족의 이주와 관련되어 있다.
스리랑카의 힌두교도는 대부분 타밀인들과 동일 시 여겨지며 북부, 동부, 중부 주등에 집중되어 있다. 힌두교도 수는 스리랑카 타밀인들의 국외 이주 및 '인도'계 타밀들의 귀향으로 1981년 조사 이래로 줄어들었다.
스리랑카 현대사에 있어 주요 힌두교 인물은 자프나의 사트구루 시바 요가스와미이다. 20세기 신비주의자 중 한 명인, 요가스와미는 수백 만 타밀계 힌두교인들의 공식 사트구루이자 현자였다. 라마크리슈나 미션은 암파라와 바티칼로아에서 활동 중이고 시바파의 샤이바 시단타는 스리랑카 북부에서 흔하다. 요가스와미는 샤이바 시단타에 속했고 난디나타 삼프라다야의 제161대 교주였다. 요가스와미의 뒤를 시바야 수브라무니야스와미가 이어받았다.

## 이슬람교

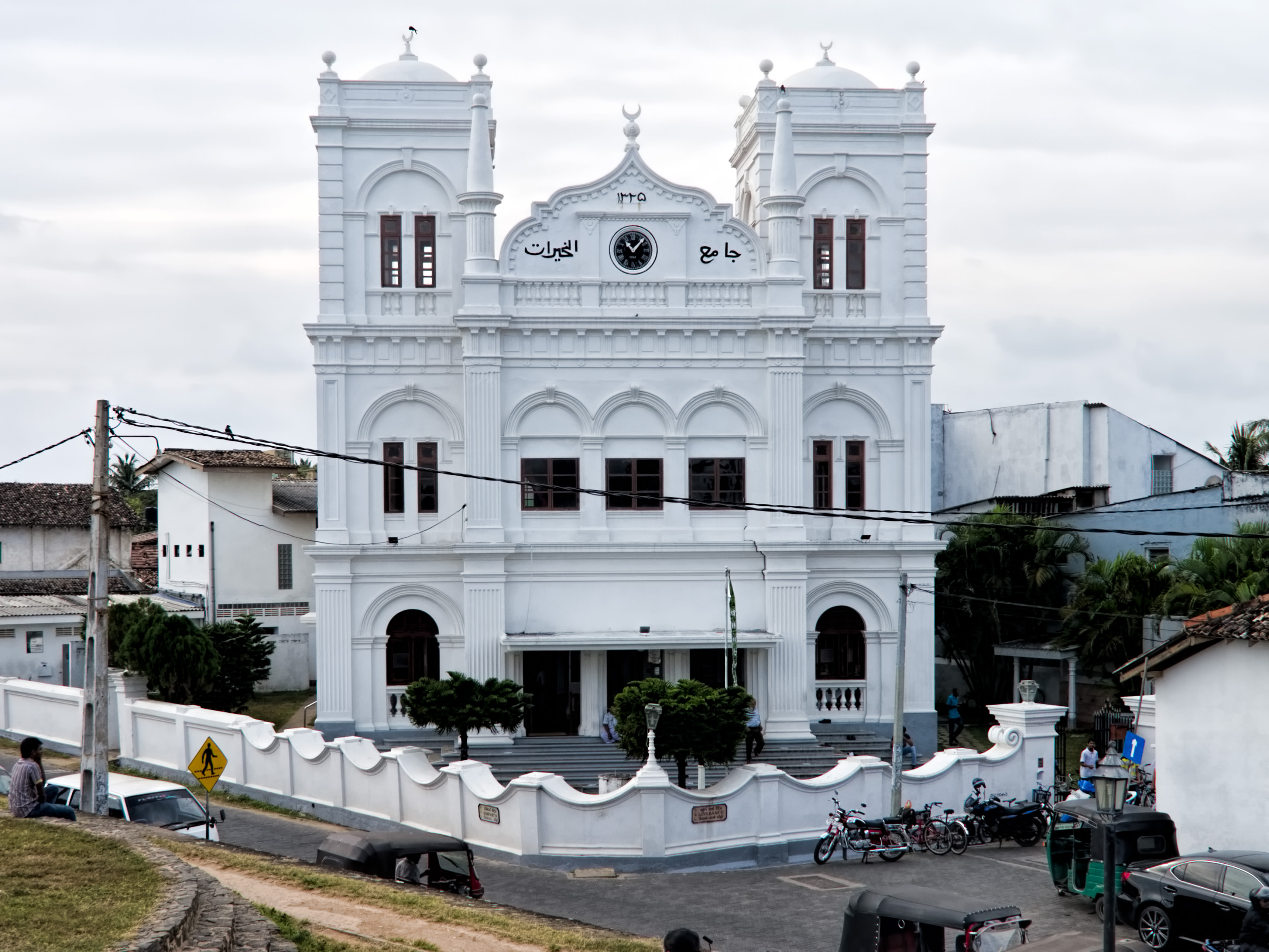
갈의 메에란 모스크.

7세기쯤, 아랍 무역상들이 스리랑카를 포함한 인도양 교역의 대부분을 통제했었다. 이 교역상들 중 다수가 스리랑카에 정착하여 이슬람교 전파를 증진했다. 하지만 16세기 때 스리랑카에 포르투갈인들이 도착하면서 아랍 이슬람교 후손들 중 다수는 박해를 받았고 이에 따라 이들은 중부의 고산 지대와 동부 해안으로 이주를 갈 수밖에 없었다.
오늘날 들어, 스리랑카의 무슬림들은 스리랑카의 이슬람 공동체가 스리랑카의 나머지와 고립되는 것을 방지하기 위해 1980년대에 설립된 이슬람교 문화 부서를 두고 있다. 현재, 스리랑카인의 약 9.7%가 이슬람교 신자이며 주로 스리랑카섬 내 무어인 및 말레이인 민족 공동체에 집중되어 있다.

## 기독교

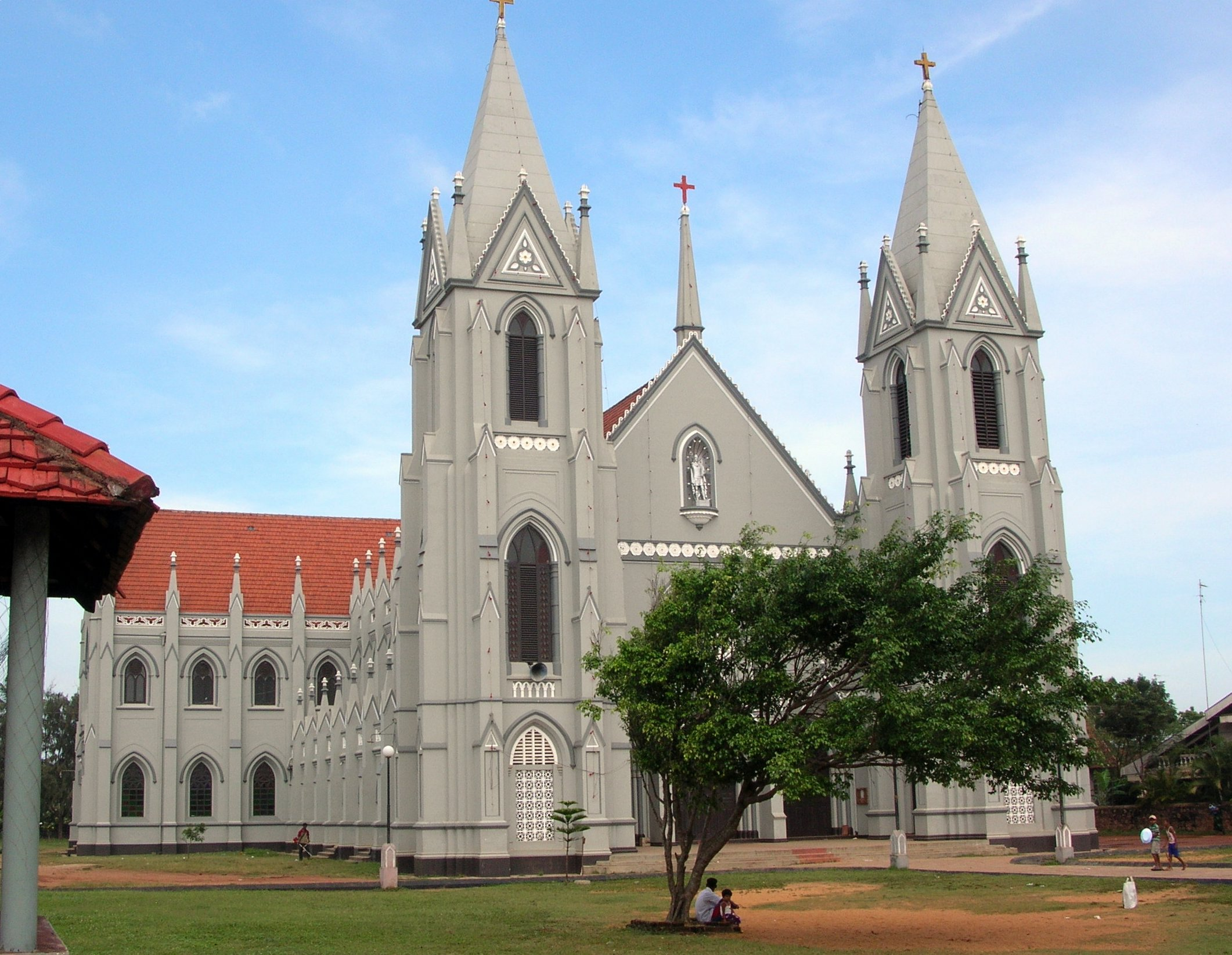
네곰보의 성 세바스티아노 성당.

기독교 전승에 따르면, 사도 토마가 1세기에 스리랑카 (인도까지 포함)에 기독교를 전파하였다고 한다. 스리랑카 내 기독교의 첫 흔적은 6세기에 쓰인 '기독교 지지'의 기록이며, 여기에서 스리랑카섬 내에 페르시아인 네스토리우스교 공동체가 거주하고 있다고 하였다. 1912년에 재발견된 아누라다푸라 십자가는, 이 공동체의 유물로 추정한다. 그렇지만 스리랑카의 기독교인은 15세기 포르투갈의 선교사들이 오기 전까지 급격하게 늘어나지 않았다. 17세기에, 네덜란드가 스리랑카를 장악하였고 네덜란드 선교사들은 1622년경 스리랑카인의 21%를 기독교로 개종시켜냈다.
1796년에 네덜란드인들을 영국인들이 대체하였고 1802년에 실론은 영국 왕실의 식민지가 되었다. 성공회와 그 외 개신교 선교사들은 영국이 네덜란드로부터 스리랑카를 차지한 19세기 초 스리랑카에 도착하였다. 영국의 지배 하에 선교 활동은 침례회, 웨슬리안 감리회, 영국성공회선교단(CMS), 영국해외복음선교단(SPG) 등 영국의 사회 단체들에 의해 이뤄졌다. 구세군과 여호와의 증인 등 역시도 스리랑카에 존재한다.
기독교인의 비율은 1891년 13% 정점에서 서서히 떨어지고 있으며. 2012년에는 7.4%였다. 1980년대에 기독교인의 수는 대부분 스리랑카 북서부와 수도에 집중되어 있었고 당시에 전체 인구 10%였다. 이 기독교인들 중 80%가 넘는 이들이 로마 가톨릭교회 소속이었고 나머지는 주로 성공회, 감리회를 비롯한 개신교이었다.

## 바하이교
바하이교 신자들은 1949년 이래로 스리랑카에 존재하고 있다. 콜롬보의 첫 바하이교 신자는 인도에서 온 의사 M.E. Lukmani이었다. 바하이교도의 수는 1950년대에 증가하였고 1962년경, 스리랑카 내 바하이교 교단 (the National Spiritual Assembly of the Baháʼís of Sri Lanka)이 세워졌다.

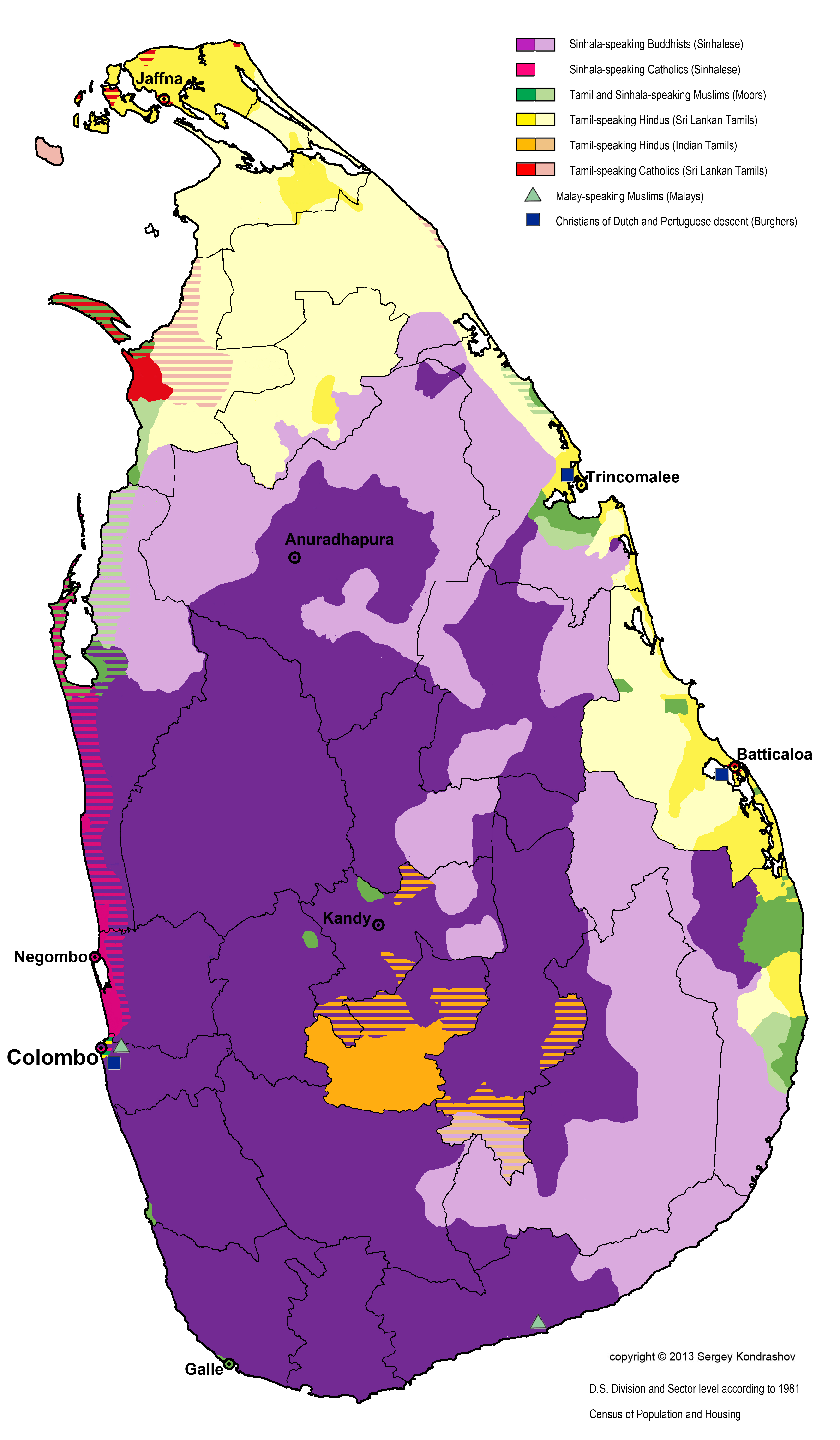
1981년 인구조사에 따른, 사무국별 스리랑카 언어 및 종교 집단 분포.

## 같이 보기
- 스리랑카의 역사
- 스리랑카의 종교의 자유